# Vlag van Zevenhoven
De vlag van Zevenhoven is op 24 augustus 1982 vastgesteld als de gemeentevlag van de Zuid-Hollandse gemeente Zevenhoven. De vlag zou als volgt kunnen worden omschreven:
Een hoogte-lengteverhouding van 2:3; twee banen van geel en rood, waarvan de hoogten zich verhouden als 2:1, met in de broektop een geel vierkant met zijden ter lengte van de helft van de vlaglengte, waarop in rood een dubbelkoppige adelaar.
De adelaar is ontleend aan het gemeentewapen. Waarschijnlijk is de vlag afgeleid van de defileervlag uit 1938, die voor Zuid-Hollandse gemeenten bestond uit twee banen in rood en geel met het beeld van het gemeentewapen in het kanton.
In 1991 ging Zevenhoven samen met Nieuwveen op in de gemeente Liemeer, dat tot 1994 nog de naam Nieuwveen voerde. De vlag kwam daardoor als gemeentevlag te vervallen. In de vlag van Liemeer kwam de dubbele kop van de adelaar terug. Na de opheffing van Liemeer in 2007 werd de dubbele kop ook op de vlag van Nieuwkoop geplaatst.

## Verwante afbeeldingen

Het wapen van Zevenhoven
De vlag van Liemeer
De vlag van Nieuwkoop

Alkemade 
· Ameide 
· Ammerstol 
· Arkel 
· Asperen 
· Benthuizen 
· Bergambacht 
· Bergschenhoek 
· Berkel en Rodenrijs 
· Bernisse 
· Binnenmaas 
· Bleiswijk 
· Bleskensgraaf en Hofwegen
· Bodegraven 
· Boskoop
· Brielle 
· Cromstrijen 
· De Lier 
· Delfshaven 
· Dirksland 
· Everdingen 
· Geervliet 
· Giessenburg 
· Giessenlanden
· Goedereede 
· Goudswaard 
· Graafstroom 
· 's-Gravendeel 
· 's-Gravenzande 
· Groot-Ammers
· Hagestein 
· Haastrecht 
· Hazerswoude 
· Heenvliet 
· Heerjansdam 
· Hei- en Boeicop
· Heinenoord
· Hellevoetsluis 
· Hillegersberg
· Jacobswoude
· Kamerik
· Korendijk
· Koudekerk aan den Rijn
· Krimpen aan de Lek
· Langerak
· Leerdam
· Leidschendam
· Leimuiden
· Lexmond
· Liemeer
· Liesveld
· Maasland
· Middelharnis
· Mijnsheerenland
· Moerhuizen
· Moerkapelle
· Molenwaard
· Monster
· Moordrecht
· Naaldwijk
· Nederlek
· Nieuw-Beijerland
· Nieuwerkerk aan den IJssel
· Nieuw-Lekkerland
· Nieuwpoort
· Nieuwveen
· Noordwijkerhout
· Nootdorp
· Numansdorp
· Oostflakkee
· Oostvoorne
· Oud-Alblas
· Oud-Beijerland 
· Oude-Tonge 
· Oudenhoorn 
· Ouderkerk 
· Ouderkerk aan den IJssel
· Overschie
· Piershil 
· Pijnacker 
· Poortugaal 
· Puttershoek 
· Reeuwijk 
· Rhoon 
· Rijnsaterwoude 
· Rijnsburg 
· Rijnwoude 
· Rockanje 
· Rozenburg 
· Sassenheim 
· Schelluinen 
· Schipluiden 
· Schoonhoven 
· Schoonrewoerd 
· Sommelsdijk 
· Spijkenisse 
· Streefkerk 
· Strijen 
· Ter Aar 
· Valkenburg 
· Vianen 
· Vierpolders 
· Vlist 
· Voorburg 
· Voorhout 
· Warmond 
· Wateringen 
· Westmaas 
· Westvoorne 
· Woerden 
· Woubrugge 
· Zederik 
· Zevenhoven 
· Zevenhuizen 
· Zevenhuizen-Moerkapelle 
· Zuid-Beijerland 
· Zuidland 
· Zwammerdam 
· Zwartewaal